# Communauté de communes du Pays de Château-Gontier
Die Communauté de communes du Pays de Château-Gontier ist ein französischer Gemeindeverband mit der Rechtsform einer Communauté de communes im Département Mayenne in der Region Pays de la Loire. Sie wurde am 28. Dezember 1999 gegründet und umfasst 16 Gemeinden (Stand: 1. Januar 2019). Der Verwaltungssitz befindet sich in der Gemeinde Château-Gontier-sur-Mayenne.

## Mitgliedsgemeinden
| Gemeinde                                          | Einwohner 1. Januar 2022 | Fläche km² | Dichte Einw./km² | Code INSEE | Postleitzahl |
| ------------------------------------------------- | ------------------------ | ---------- | ---------------- | ---------- | ------------ |
| Bierné-les-Villages                               | 1.280                    | 47,73      | 27               | 53029      | 53290        |
| Château-Gontier-sur-Mayenne                       | 16.539                   | 68,49      | 241              | 53062      | 53200        |
| Châtelain                                         | 464                      | 13,91      | 33               | 53063      | 53200        |
| Chemazé                                           | 1.363                    | 38,54      | 35               | 53066      | 53200        |
| Coudray                                           | 867                      | 11,01      | 79               | 53078      | 53200        |
| Daon                                              | 533                      | 17,93      | 30               | 53089      | 53200        |
| Fromentières                                      | 838                      | 22,06      | 38               | 53101      | 53200        |
| Gennes-Longuefuye                                 | 1.351                    | 40,29      | 34               | 53104      | 53200        |
| Houssay                                           | 496                      | 14,26      | 35               | 53117      | 53360        |
| La Roche-Neuville                                 | 1.227                    | 28,67      | 43               | 53136      | 53200, 53360 |
| Marigné-Peuton                                    | 543                      | 16,61      | 33               | 53145      | 53200        |
| Ménil                                             | 907                      | 28,70      | 32               | 53150      | 53200        |
| Origné                                            | 394                      | 10,05      | 39               | 53172      | 53360        |
| Peuton                                            | 228                      | 10,58      | 22               | 53178      | 53360        |
| Prée-d’Anjou                                      | 1.392                    | 42,66      | 33               | 53124      | 53200        |
| Saint-Denis-d’Anjou                               | 1.512                    | 41,89      | 36               | 53210      | 53290        |
| Communauté de communes du Pays de Château-Gontier | 29.934                   | 453,38     | 66               | –          | –            |

## Änderungen im Gemeindebestand
2019:
- Fusion Bierné, Argenton-Notre-Dame, Saint-Laurent-des-Mortiers und Saint-Michel-de-Feins → Bierné-les-Villages
- Fusion Château-Gontier, Azé und Saint-Fort → Château-Gontier-sur-Mayenne
- Fusion Gennes-sur-Glaize und Longuefuye → Gennes-Longuefuye
- Fusion Loigné-sur-Mayenne und Saint-Sulpice → La Roche-Neuville

2018:
- Fusion Ampoigné und Laigné → Prée-d’Anjou